# Идеальная семья (фильм)
«Идеа́льная семья́» (англ. The Perfect Family) — комедия 2011 года режиссёра Энн Рентон с Кэтлин Тёрнер, Эмили Дешанель и Джейсоном Риттером в главных ролях.

## Сюжет
Набожная католичка, жена и мать Эйлин Клири в погоне за званием «Католическая женщина года» должна доказать, что её семья действительно соответствует церковным представлениям об «идеальной семье», при этом не желая принимать своих близких такими, какие они есть на самом деле.

## В ролях
| Актёр                | Роль                         |
| -------------------- | ---------------------------- |
| Кэтлин Тёрнер        | Эйлин Клири                  |
| Эмили Дешанель       | Шеннон Клири дочь Эйлин      |
| Джейсон Риттер       | Фрэнк-младший сын Эйлин      |
| Майкл Макгрэди       | Фрэнк Клири муж Эйлин        |
| Шеннон Кокран        | Мэри Донован                 |
| Шэрон Лоуренс        | Агнес Данн                   |
| Анжелика Кебрал      | Анджела Рейес девушка Шеннон |
| Ричард Чемберлен     | монсеньор Мёрфи              |
| Элизабет Пенья       | Кристина Рейес               |
| Грегори Сарагоса     | Луис Рейес                   |
| Кристен Далтон       | Тереза Хенесси               |
| Лора Серон           | Кармелита                    |
| Скотт Майкл Кэмпбелл | Отец Джо                     |
| Хэнсфорд Роу         | Бишоп Доннелли               |
| Джун Скуибб          | миссис Панч                  |